# Wspólnota administracyjna Oelsnitz
Wspólnota administracyjna Oelsnitz (niem. Verwaltungsgemeinschaft Oelsnitz) – wspólnota administracyjna w Niemczech, w kraju związkowym Saksonia, w okręgu administracyjnym Chemnitz, w powiecie Vogtland. Siedziba wspólnoty znajduje się w mieście Oelsnitz/Vogtl.
Wspólnota administracyjna zrzesza jedną gminę miejską oraz trzy gminy wiejskie: 
- Bösenbrunn
- Eichigt
- Oelsnitz/Vogtl.
- Triebel/Vogtl.